# Grå-Larsknipens naturreservat
Grå-Larsknipens naturreservat är ett naturreservat i Malung-Sälens kommun i Dalarnas län. 
Området är naturskyddat sedan 2020 och är 167 hektar stort. Reservatet omfattar toppen av berget Grå-Larsknipen och toppen Kampknulen i sydost och mark öster och norr därom. Reservatet består av barrblandskog